# Landing Helicopter Assault
Le Landing Helicopter Assault (LHA), secondo la classificazione della US Navy, sono delle unità d'assalto anfibio polivalenti dotate di ponte di volo continuo, a bordo delle quali possono operare aeromobili quali elicotteri e/o velivoli STOL/VTOL. Secondo la classificazione della US Navy, una LHA è una AMPHIBIOUS ASSAULT SHIP (GENERAL PURPOSE) (nave d'assalto anfibio (uso generale)).

## Descrizione
Le unità sono dotate anche di un piccolo bacino allagabile in grado di accogliere mezzi da sbarco e mezzi del tipo LCAC. Appartengono a questa categoria due classi di navi della US Navy, le unità della classe Tarawa e le unità classe America (in costruzione, 11 navi sono previste, durante la progettazione erano denominate LHA(R)).
Le Landing Helicopter Assault statunitensi sono navi in grado operare con aeromobili quali l'AV-8B Harrier II e l'F-35B; dal punto di vista delle dimensioni hanno un dislocamento di 40/45.000 long tons; il che le rende, in termini di dimensioni, più grandi di alcune portaeromobili (HMS Illustrious (R06),  Giuseppe Garibaldi (551), Cavour (550), HTMS Chakri Naruebet, Principe de Asturias (R-11)).
Le LHA sono delle grandi navi da guerra anfibia e somigliano a delle piccole portaerei, sono capaci di farvi operare aerei di tipo Vertical/Short Take-Off and Landing (V/STOL), Short Take-Off Vertical Landing (STOVL), Vertical Take-Off and Landing (VTOL), tilt-rotor and Rotary Wing (RW); hanno un well deck per ospitare e Landing Craft, Air Cushioned (LCAC) e altri mezzi da sbarco (con l'eccezione delle prime 2 unità LHA(R), la LHA 6 e la LHA 7 non hanno il  well deck, la LHA 8 invece lo avrà).

## Unità
| Hull number                | Nome                      | Lunghezza                 | Larghezza                 | Dislocamento                                         | Commissionata             | Decommissionata           |
| U.S. Navy - Classe Tarawa  | U.S. Navy - Classe Tarawa | U.S. Navy - Classe Tarawa | U.S. Navy - Classe Tarawa | U.S. Navy - Classe Tarawa                            | U.S. Navy - Classe Tarawa | U.S. Navy - Classe Tarawa |
| -------------------------- | ------------------------- | ------------------------- | ------------------------- | ---------------------------------------------------- | ------------------------- | ------------------------- |
| LHA-1                      | USS Tarawa                | 820 piedi (249,9 metri)   | 106 piedi (31,8 metri)    | 39.400 tons (40.032 metric tons) a pieno carico      | 29 maggio 1976            | 31 marzo 2009             |
| LHA-2                      | USS Saipan                | 820 piedi (249,9 metri)   | 106 piedi (31,8 metri)    | 39.400 tons (40.032 metric tons) a pieno carico      | 15 ottobre 1977           | 25 aprile 2007            |
| LHA-3                      | USS Belleau Wood          | 820 piedi (249,9 metri)   | 106 piedi (31,8 metri)    | 39.400 tons (40.032 metric tons) a pieno carico      | 23 settembre 1978         | 28 ottobre 2005           |
| LHA-4                      | USS Nassau                | 820 piedi (249,9 metri)   | 106 piedi (31,8 metri)    | 39.400 tons (40.032 metric tons) a pieno carico      | 28 luglio 1979            | 31 marzo 2011             |
| LHA-5                      | USS Peleliu               | 820 piedi (249,9 metri)   | 106 piedi (31,8 metri)    | 39.400 tons (40.032 metric tons) a pieno carico      | 3 maggio 1980             | 31 marzo 2015             |
| U.S. Navy - Classe America |                           |                           |                           |                                                      |                           |                           |
| LHA-6                      | USS America               | 844 piedi (257,3 metri)   | 106 piedi (32,3 metri)    | 43.745 long tons (44.449 metric tons) a pieno carico | 11 ottobre 2014           |                           |
| LHA-7                      | USS Tripoli               | 844 piedi (257,3 metri)   | 106 piedi (32,3 metri)    | 43.745 long tons (44.449 metric tons) a pieno carico | varata                    |                           |
| LHA-8                      | USS Bougainville          | 844 piedi (257,3 metri)   | 106 piedi (32,3 metri)    | 43.745 long tons (44.449 metric tons) a pieno carico | ordinata                  |                           |